# Nam Thành (xã)
Nam Thành là một xã thuộc huyện Yên Thành, tỉnh Nghệ An, Việt Nam.
Xã Nam Thành có diện tích 6,23 km², dân số năm 1999 là 6.040 người, mật độ dân số đạt 970 người/km².
Nam Thành phía Tây Gáp xã Lý Thành, phía Đông giáp xã Khánh Thành, Long Thành. Phía Nam giáp xã Liên Thành, Phía bắc giáp xã Trung Thành. Là một xã bao gồm cả diện tích đồng bằng và miền núi, có Núi đá Vôi Đồng Lèn.
Nam Thành nằm trên trục đừng Quốc Lộ 7B (tỉnh lộ 538 cũ xây dựng từ thời Pháp). nằm giữa hai xã Liên Thành và Trung Thành, Cách thị trấn huyện Yên Thành 6 km về phía Bắc. Cách QL7 3 km về phía Nam (Tại ngã 3 Công Thành).
Tại đây Nhà thờ họ Nguyễn Thọ xã Nam Thành, huyện Yên Thành đã được UBND tỉnh Nghệ An ra quyết định số 281/QĐ-UB/VX ngày 17 tháng 1 năm 2003 công nhận là Di tích Lịch sử - Văn hóa. http://btxvnt.org.vn/cms/?m=29&act=view&id=318 Lưu trữ ngày 24 tháng 9 năm 2018 tại Wayback Machine

## Đơn vị hành chính
- Xóm Minh Châu
- Xóm Lâm Thành
- Xóm Tây Hồ
- Xóm Phan Đăng Lưu
- Xóm Phú Sơn
- Xóm Hợp Thành